# 大塚信一
大塚 信一（おおつか のぶかず、1939年 - ）は、日本の編集者、実業家。岩波書店元社長。

## 来歴・人物
東京都出身。聖学院高校を経て、国際基督教大学教養学部卒業後、1963年に岩波書店へ入社し、「思想」編集部、岩波新書（青版・黄版）、「岩波現代選書」、「叢書・文化の現在」、「講座・宗教と科学」、「新講座・哲学」、「中村雄二郎著作集」、「河合隼雄著作集」などの数々のシリーズ・講座・著作集を企画・編集。また、河合隼雄、中村雄二郎、山口昌男らと研究会「都市の会」に参加し、1984年に刊行した季刊誌「へるめす」の編集長も務め、「文学部唯野教授」（筒井康隆）などをはじめ多くの著作を世に送り出す。1990年に編集担当取締役、1996年に代表専務取締役（社長代行）を経て、1997年から2003年まで代表取締役社長を歴任した。後任は山口昭男。

## 著書
- 『理想の出版を求めて 一編集者の回想 1963-2003』トランスビュー、2006
- 『山口昌男の手紙 文化人類学者と編集者の四十年』トランスビュー、2007
- 『哲学者・中村雄二郎の仕事 〈道化的モラリスト〉の生き方と冒険』トランスビュー、2008
- 『河合隼雄 心理療法家の誕生』トランスビュー、2009
- 『河合隼雄 物語を生きる』トランスビュー、2010
- 『火の神話学　ロウソクから核の火まで』平凡社、2011
- 『顔を考える 生命形態学からアートまで』集英社新書、2013
- 『松下圭一　日本を変える 市民自治と分権の思想』トランスビュー、2014
- 『宇沢弘文のメッセージ』集英社新書、2015
- 『反抗と祈りの日本画 中村正義の世界』ヴィジュアル版 集英社新書、2017
- 『長谷川利行の絵　芸術家と時代』作品社、2020
- 『哲学者・木田元　編集者が見た稀有な軌跡』作品社、2021.6
- カン・マルクシルと『本の森をともに育てたい　日韓出版人の往復通信』岩波書店、2021.6
- 『津田青楓　近代日本を生き抜いた画家』作品社、2023
- 聞き手・堀切和雅『岩波書店の時代から』筑摩書房〈筑摩選書〉、2024